# Lisa Lisa & Cult Jam
Lisa Lisa (nascida Lisa Velez, 15 de janeiro de 1966) e sua banda Cult Jam foram uma banda de R&B eu um dos primeiros grupos de freestyle a surgir em Nova York nos anos 80. Cult Jam consistia em guitarrista/baixista Alex "Spanador" Moseley, e baterista/tecladista Mike Hughes. São conhecidos por suas canções "Head to Toe" e "Lost in Emotion", que chegaram ao primeiro lugar da Billboard. A banda se desfez em 1991, mas Lisa Lisa seguiu carreira solo, Alex e Mike seguiram como produtores.

## Discografia
- 1985: Lisa Lisa & Cult Jam with Full Force
- 1987: Spanish Fly
- 1989: Straight to the Sky
- 1991: Straight Outta Hell's Kitchen